# Richard Schellenbauer
Richard Schellenbauer (* 1918; † 13. Juli 2009 in Ludwigsburg) war ein deutscher Sportfunktionär und -manager.
Schellenbauer war gemeinsam mit Hermann Batz nach dem Zweiten Weltkrieg maßgeblich beteiligt den Vereinssport im Landkreis Ludwigsburg wieder aufzubauen. Er war im Sportkreis als Schriftführer, Sozialreferent, Finanzexperte, stellvertretender Vorsitzender und Sportabzeichenprüfer tätig. Daneben war er Kassenprüfer im Württembergischen Landessportbund, Vorstandsmitglied in seinem Heimatverein SKV Eglosheim, Leiter des Wirtschaftsausschusses der SpVgg 07 Ludwigsburg sowie Gründer der Ärztesportgemeinschaft.
Von Beruf war Schellenbauer von 1946 bis 1981 Wirtschaftsleiter und stellvertretender Direktor des Krankenhauses in Ludwigsburg. Zudem war er 28 Jahre ehrenamtlicher Richter am Arbeitsgericht, zwölf Jahre Mitglied im Berufsbildungsausschuss der IHK und in der Ärztekammer, als Versicherungsältester der BfA. 
Schellenbauer war Träger des Bundesverdienstkreuzes sowie der höchsten Auszeichnungen des Landes Baden-Württembergs, des Landkreises Ludwigsburg, verschiedenen Sportverbänden und Vereinen, von ÖTV und Verkehrswacht. Zudem war er langjähriges Ehrenmitglied des Württembergischen Landessportbundes, des SKV Eglosheim und Sportkreises Ludwigsburg.